# Dan Hipgrave
Dan Hipgrave, nome d'arte di Daniel Hipgrave (Brighton, 5 agosto 1975), è un musicista, scrittore e conduttore televisivo inglese.
È meglio conosciuto per essere il chitarrista della popolare band indie rock Toploader.

## Biografia
Hipgrave ha studiato infermeria psichiatrica all'Università del Sussex, che lasciò nel 1996 per dedicare tutto il suo tempo al suo gruppo. Nell'aprile del 1998, hanno siglato un accordo che comprendeva 6 album con la S2 Records, una filiale della Sony Records. La band proseguì con un tour mondiale supportati da Paul Weller, Robbie Williams e Bon Jovi (dove furono l'ultima band a suonare al Wembley Stadium). L'album di debutto dei Toploader, Onka's Big Moka, uscito nel 2000, fu pluripremiato, vendendo più di due milioni di copie in tutto il mondo. L'album conteneva diversi successi inclusa la cover Dancing in the moonlight. Il secondo album dei Toploader, Magic Hotel è uscito nel 2002, e nonostante arrivò alla posizione numero 3 della hit parade inglese, la band era sull'orlo della rottura che avvenne nel 2003 per incongruenze personali.
Hipgrave ha rivolto la sua attenzione la sua attenzione verso la scrittura e televisione. Nel 2008 Hipgrave è diventato inviato di Market Kitchen per la BBC oltre che per Radio 1's Big Weekend a Maidstone per la BBC1. Ha anche scritto articoli per il Daily Telegraph, l'Independent, e altri giornali.
Hipgrave ha sposato la presentatrice Gail Porter nel 2001; dal loro matrimonio è nata una bambina, Honey. Nel 2004 si sono separati e hanno in seguito divorziato.
Nell'agosto 2007, Hipgrave ha annunciato il suo fidanzamento con la presentatrice Lynsey Horn che ha poi sposato l'8 novembre 2008 nel castello di Langley in Northumbria.